# ریچارد مایرز
ریچارد بومن مایرز (زاده ۱ مارس ۱۹۴۲) چهاردهمین رئیس دانشگاه ایالت کانزاس و یک ژنرال چهارستاره بازنشسته نیروی هوایی ایالات متحده که به عنوان پانزدهمین رئیس ستاد مشترک کار کرد. به عنوان رئیس، مایرز بالاترین مقام افسر لباس نظامی نیروهای نظامی ایالات‌متحده بود.
مایرز در اول اکتبر سال ۲۰۰۱ رئیس ستاد مشترک شد. در این ظرفیت، وی به عنوان مشاور اصلی نظامی رئیس‌جمهور، وزیر دفاع و شورای امنیت ملی در اولین مراحل جنگ علیه ترور، از جمله برنامه‌ریزی و اجرای حمله سال ۲۰۰۳ عراق بود. در ۳۰ سپتامبر ۲۰۰۵، وی بازنشسته‌شد و جانشین ژنرال پیتر پیس شد. فعالیت نیروی هوایی وی شامل موقعیت‌های فرماندهی و رهبری عملیاتی در انواع نیروی هوایی و تکالیف مشترک بود.
مایرز در اواخر آوریل سال ۲۰۱۶ شروع به ارائه خدمات به عنوان رئیس موقت دانشگاه ایالتی کانزاس نمود و در ۱۵ نوامبر سال ۲۰۱۶ به عنوان رئیس دائمی معرفی‌شد.

## دوران کودکی

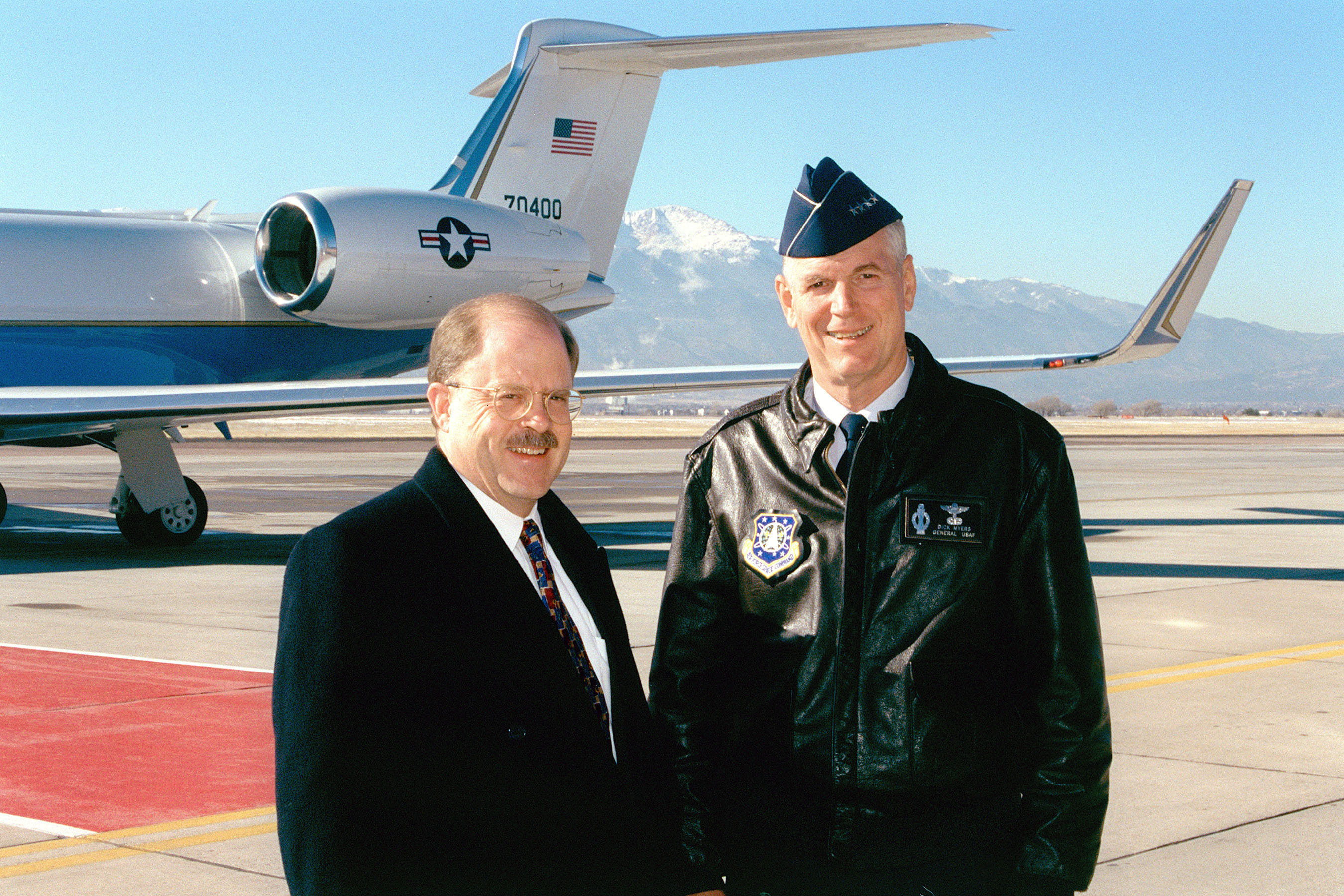
ریچارد بومن مایرز

مایرز در کانزاس سیتی میسوری متولد شد. پدرش صاحب یک فروشگاه سخت‌افزار و مادرش خانه‌دار بود. وی در سال ۱۹۶۰ از دبیرستان Shawnee Mission North فارغ‌التحصیل شد. او از دانشگاه ایالتی کانزاس (KSU) در رشته علوم مهندسی مکانیک در سال ۱۹۶۵ فارغ‌التحصیل شد و مدرک لیسانس خود را اخذ نمود و در آنجا عضو برادری سیگما آلفا اپسیلون شد. وی توسط گروه ۲۷۰ نیروی هوایی سپاه آموزش نیروی هوایی در دانشگاه ایالتی کانزاس مأمور شد. وی در سال ۱۹۷۷ از دانشگاه آبرن در مونتگومری فارغ‌التحصیل‌شد.

## حملات یازدهم سپتامبر
صبح روز یازده سپتامبر ۲۰۰۱، مایرز در کاپیتول هیل برای ملاقات با سناتور جورجیا مکس کللند، برای تماس‌های برنامه‌ریزی شده خود قبل از جلسات تأیید سنا، به عنوان رئیس بعدی ستاد مشترک حضور داشت. مایرز در حالی که منتظر سناتور بود، در یک شبکه خبری تلویزیونی در دفتر بیرونی سناتور کللند مشاهده کرد که کمی پیش یک هواپیما به برج شمالی مرکز تجارت جهانی برخورد کرده‌است. دقایقی بعد دستیار نظامی وی کاپیتان کریس دوناهو، مایرز را در مورد هواپیمای ربوده شده که کمی پیش به برج دوم مرکز تجارت جهانی برخورد کرده بود، مطلع نمود. بعداً ژنرال رالف ابرهارت، فرمانده کل فرماندهی پدافند هوایی آمریکای شمالی، موفق شد با مایرز تماس بگیرد و او را از وضعیت اخیر هواپیما ربایی آگاه‌کند.
مایرز پس از آن بلافاصله کاپیتول هیل را ترک کرد و به پنتاگون جایی که به او اطلاع داده شد که این بار هواپیمای تجاری دیگری به تازگی در ضلع غربی پنتاگون برخورد کرده‌است، بازگشت. در طول بحران، مایرز به عنوان رئیس وظیفه ستادهای مشترک منصوب شد، زیرا ژنرال هیو شلتون برای اجلاس ناتو راهی اروپا شده بود. پس از ورود به پنتاگون و پس از مصاحبه با وزیر دفاع دونالد رامسفلد، مایرز سپس با وزیر رامسفلد در مورد وضعیت فعلی و اقدامات بعدی که باید انجام شود به گفتگو پرداخت. مایرز به عنوان نایب رئیس ستاد مشترک ستاد برای نیم روز در طول بحران ۱۱ سپتامبر فرماندهی را به عهده گرفت، تا اینکه ژنرال شلتون پس از قطع پرواز خود به اروپا در ساعت ۵:۴۰ بعد از ظهر به وقت محلی به واشینگتن بازگشت.